# John Felton (assassin)
Pour les articles homonymes, voir John Felton.
John Felton, né en 1595 et mort le 29 novembre 1628, est un puritain anglais, connu comme l'assassin de George Villiers, 1er duc de Buckingham.

## Biographie
Né dans le Suffolk, devenu lieutenant dans l'armée anglaise envoyée au secours de La Rochelle assiégée en 1628, il assassina le duc de Buckingham au moment où la flotte allait repartir d'Angleterre. Loin de se soustraire au supplice, il le brava avec fanatisme. Il fut soumis à la question, torturé et pendu à Tyburn le 29 novembre 1628 pour ce fait.
Alexandre Dumas romança la vérité historique dans son roman Les Trois Mousquetaires (1844) en attribuant un personnage imaginaire féminin, Milady de Winter la responsabilité principale du crime : elle persuada Felton, par la séduction, pendant une semaine de détention, de tuer le duc de Buckingham. Dans Vingt-Ans après, suite des trois Mousquetaires, le beau-frère de Milady, Lord de Winter, dit au fils haineux de la femme diabolique, Mordaunt : « elle a fait assassiner le duc de Buckingham par un homme qui était autrefois juste et bon ».
Au cinéma, le rôle a été notamment interprété par Sacha Pitoëff dans Les Trois Mousquetaires (1961) et par Michael Gothard dans Les Trois Mousquetaires (1973).

## Jugement littéraire
Dans Louis XIV et son siècle (1844-1845), Alexandre Dumas écrit à propos de John Felton : « Il mourut avec la fermeté d'un fanatique et le calme d'un martyr », p. 126, tome 1.